# Resolutie 1640 Veiligheidsraad Verenigde Naties
Resolutie 1640 van de Veiligheidsraad van de Verenigde Naties werd unaniem door de VN-Veiligheidsraad aangenomen op 23 november 2005. Ze eiste dat Eritrea de beperkingen die het de VN-waarnemingsmacht had opgelegd weer introk en dat zowel
Eritrea als Ethiopië troepen terugtrokken van de tijdelijke veiligheidszone rond hun gezamenlijke grens.

## Achtergrond
Na de Tweede Wereldoorlog werd Eritrea bij Ethiopië gevoegd als een federatie. In 1962 maakte keizer Haile Selassie er een provincie van, waarop de Eritrese Onafhankelijkheidsoorlog begon. In 1991 bereikte Eritrea na een volksraadpleging die onafhankelijkheid. Er bleef echter onenigheid over een aantal grensplaatsen. In 1998 leidde een grensincident tot een oorlog waarbij tienduizenden omkwamen. Pas in 2000 werd een akkoord bereikt en een 25 kilometer brede veiligheidszone ingesteld die door de UNMEE-vredesmacht werd bewaakt. Een gezamenlijke grenscommissie wees onder meer de stad Badme toe aan Eritrea, maar jaren later werd het gebied nog steeds door Ethiopië bezet.

## Inhoud

### Waarnemingen
De Veiligheidsraad sprak zijn bezorgdheid uit over de beslissing van Eritrea om alle UNMEE-helikoptervluchten te beperken. Dit en andere beperkingen wogen op UNMEE's capaciteit om haar mandaat uit te voeren en op de veiligheid van haar personeel.
Er werd nogmaals gezegd dat permanente vrede tussen Ethiopië en Eritrea pas binnen handbereik kwam als de grens tussen beide landen volledig werd afgebakend. Ethiopië aanvaardde de beslissing van de grenscommissie die deze taak had nog steeds niet.
Verder bleef ook de aanwezigheid van de vele troepen in de buurt van de tijdelijke veiligheidszone tussen de twee landen zorgwekkend.

### Handelingen
De beperkingen die Eritrea oplegde aan de UNMEE-waarnemingsmacht werden betreurd en men eiste dat deze onverwijld weer werden opgeheven. Van beide landen werd ook geëist dat ze hun troepen terugtrokken. Secretaris-generaal Kofi Annan werd opgeroepen hierop toe te zien en er binnen veertig dagen over te rapporteren. Indien er dan niet aan voldaan werd, zouden gepaste maatregelen worden genomen.
Voorts eiste de Veiligheidsraad nog eens van Ethiopië dat het de beslissing van de grenscommissie zou aanvaarden.

## Verwante resoluties
- Resolutie 1586 Veiligheidsraad Verenigde Naties
- Resolutie 1622 Veiligheidsraad Verenigde Naties
- Resolutie 1661 Veiligheidsraad Verenigde Naties (2006)
- Resolutie 1670 Veiligheidsraad Verenigde Naties (2006)

Lijst ·  1581 ·  1582 ·  1583 ·  1584 ·  1585 ·  1586 ·  1587 ·  1588 ·  1589 ·  1590 ·  1591 ·  1592 ·  1593 ·  1594 ·  1595 ·  1596 ·  1597 ·  1598 ·  1599 ·  1600 ·  1601 ·  1602 ·  1603 ·  1604 ·  1605 ·  1606 ·  1607 ·  1608 ·  1609 ·  1610 ·  1611 ·  1612 ·  1613 ·  1614 ·  1615 ·  1616 ·  1617 ·  1618 ·  1619 ·  1620 ·  1621 ·  1622 ·  1623 ·  1624 ·  1625 ·  1626 ·  1627 ·  1628 ·  1629 ·  1630 ·  1631 ·  1632 ·  1633 ·  1634 ·  1635 ·  1636 ·  1637 ·  1638 ·  1639 ·  1640 ·  1641 ·  1642 ·  1643 ·  1644 ·  1645 ·  1646 ·  1647 ·  1648 ·  1649 ·  1650 ·  1651